# Джексон Поллок
Пол Джексон Поллок (англ. Paul Jackson Pollock; 28 січня 1912 — 11 серпня 1956) — американський художник, один з визначних представників абстрактного експресіонізму, що вплинув на мистецтво другої половини XX століття.

## Біографія
Народився 28 січня 1912 р. в місті Коді (штат Вайомінг). Він був наймолодшим з п'яти братів. Перші 15 років його життя пройшли у постійних переїздах. Батько був фермером, а мати займалася сімейною традицією, а саме ткацтвом. Коли йому було 11 та його сім'я зупинилась в Аризоні, товариш відрубав йому фалангу пальця. Поллок навчався у Вищій Школі прикладного мистецтва і там здружився з одним з вчителів Фредеріком Джоном Швамковським, який посвятив його в основи теософії. 1928 року, після невдалої спроби зробити кар'єру військовослужбовця, юнак вступив до Лос-анджелеської школи прикладних мистецтв, де познайомився з абстракцією та окультизмом. У навчальному закладі Джексон пробув недовго, його виключили за зловживання алкоголем і незадовільну поведінку.
Помер 11 серпня 1956 р. у віці 44 років.
На честь художника названо астероїд 5800 Поллок.

## Формування митця
У 1930 році, за старшим братом Чарльзом Поллок переїхав до Нью-Йорка, де обидва вони навчалися у Томаса Гарта Бентона в Мистецькій студентській лізі (Art Students League). Саме його ритмічне використання фарби та незалежність вплинули на роботу Поллока, а дружина Бентона Ріта на усе життя. На початку 1930-х років Поллок, разом з однокурсником Гленом Раундсом та їх учителем Бентоном, влітку подорожував по заходу Сполучених Штатів. Саме в цей період він працював у стилі регіоналізму — переважання зображень життя Середнього Заходу. Одним з яскравих представників течії був Грант Вуд з його відомою картиною «Американська готика». Поллок також захоплювався сюрреалізмом, де лідером по праву вважається Сальвадор Далі.
У листопаді 1939 року в Музеї сучасного мистецтва в Нью-Йорку відбулася важлива виставка Пікассо, на якій було зібрано 344 роботи, зокрема знаменита «Герніка». Експонат змусив Поллока визнати виразну силу європейського модернізму, і він почав створювати свій новий стиль. Джексон розбризкував і лив фарбу на полотно. Він не любив мольберти та пензлі, а вважав за краще палички та лопатки. Сам художник назвав свій метод технікою лиття, за яку отримав прізвисько Джек Розбризкувач. Ця форма живопису мала зв'язок з сюрреалістичним рухом, оскільки вона безпосередньо ставилася до вираження емоцій і настрою творця. До середини 1940-х років він представив свої знамениті «краплинні картини», які є одними з найоригінальніших творів.
З 1938 по 1942 роки Джексон брав участь в Федеральному мистецькому проєкті Управління громадських робіт США, одночасно проходячи курс лікування від алкоголізму.
За підтримки Пеггі Ґуггенгайм у 1943 році відбулася його перша персональна виставка. Коли Пеггі замовила Поллокові фреску розміром 2,4 на 6,1 м для свого таунхауса, він уже був досвідченим муралістом. «Фреска» (1943) — перша великомасштабна робота Поллока, яка виявилася важливою в переході від стилю, сформованого фресками, мистецтвом корінних американців і європейським модернізмом до його зрілої техніки крапель. З метою мобільності робота була виконана не на стіні, а на полотні.
Після Другої світової війни з'явився новий художній авангард. Війна та її наслідки були підкріплені рухом, який став відомим як абстрактний експресіонізм. Джексон Поллок, з тривогою усвідомлюючи людську ірраціональність і вразливість, висловив свою стурбованість абстрактним мистецтвом, в якому розповідається про тортури та страждання.
У 1951 році, в розпал кар'єри художника, журнал Vogue опублікував фотографії моделей, створені Сесіл Бітон на тлі картин Поллока. Хоча це суспільне визнання і було симптомом неминучої популяризації культури авангарду, художник постійно сумнівався в напрямку свого мистецтва. На вершині своєї слави він раптово відмовився від фірмового стилю. Робота Джексона після 1951 року темнішою за кольором, включаючи колекцію, забарвлену в чорний колір на незв'язаних полотнах. Ці картини були названі «Чорної заливкою», і на виставці в галереї Бетті Парсонс в Нью-Йорку їх ніхто не купив. Однак пізніше Поллок перейшов в більш комерційну галерею, повернувшись до використання кольорових елементів.

## Особисте життя
У 1942 році на одній з виставок картинами Поллока зацікавилася художниця-абстракціоністка Лі Краснер. Вона відвідала майстерню живописця, бажаючи ближче познайомитися з роботами і їх творцем.
Через 3 роки, в жовтні 1945-го, Джексон і Лі одружилися та оселилися в Спрінгсі, на околиці Іст-Хемптона. Вони купили дерев'яний будинок із сараєм, де Поллок організував майстерню. Краснер працювала в спальні на 2-му поверсі будівлі. У перші роки шлюбу молодята багато часу проводили разом, у вільний час вони займалися садівництвом і кулінарією, часто влаштовували вечірки для колег і друзів. Дітей у пари не було.
Вважаючи Джексона геніальним майстром, Лі намагалася влаштувати його кар'єру, клопотала по виставках, зустрічалася з колекціонерами. Саме вона познайомила Поллока з Пеггі Гуггенхайм, створювачкою знаменитого музею сучасного мистецтва, що стала організатором першої персональної виставки американського експресіоніста.
Краснер утримувала чоловіка на межі алкогольної прірви, що виникала в періоди депресії, годувала його, стежила за зовнішнім виглядом і всіляко облаштовувала його особисте життя. Всі зусилля виявилися марними. У Поллока з'явилася інша жінка — Рут Клінгман, і Краснер пішла від чоловіка.

## Картини
«На Захід» 1934-35 року характеризується темним, майже містичною якістю. Закручені форми, які структурують зображення, викликають емоційну напруженість, як в Ель Греко і Ван Гога.
«Хранителі таємниць» 1943 року часто інтерпретується, як метафора виникнення несвідомих імпульсів у свідому думку, являючи собою синтез джерел натхнення Поллока. Образи залучають африканців, корінних американців, а також доісторичне мистецтво. Абстрактні чоловічі та жіночі «хранителі» були інтерпретовані безліччю способів: як тотеми північно-західних індіанців, єгипетські боги, навіть як поєднання гральних карт і шахових фігур в африканських масках.
«Фреска« 1943 року відображає перехід Джексона до «крапельного мистецтва». Техніка «all over» являла собою натхнення з різних джерел, включаючи Пікассо, Бентона і Сікейроса. Картина стала першою великомасштабною роботою, яка була замовлена для квартири відомої галеристки та колекціонера Пеггі Гуггенхайм. Серед культових робіт також значаться картина «Мерехтлива субстанція», «№ 5, 1948», «Вільна форма» і багато інших.

## Скульптури Поллока
Він брав уроки ліплення з глини та різьблення по каменю в Гринвіч-Вілледж, навчаючись у скульптора Ахрона Бен-Шмуеля. Там він практикував «пряме різьблення» — техніку, вперше запропоновану Костянтином Бранкузі.
До 1933 року Поллок настільки захопився скульптурою, що перестав відвідувати інші класи. Він зайшов так далеко, що залишив свою кисть приблизно на рік. «Різьблення по каменю глибоко мене цікавить», — писав він у листі до батька. «Мені це подобається більше, ніж живопис».
Поллок, якому було трохи за двадцять, почав ще більше інтегруватися в Нью-йоркську скульптурну спільноту. Він навчався у скульптора Роберта Лорана в Лізі студентів-художників Нью-Йорка і, за словами історика мистецтва Ейлін Костелло, почав експериментувати з воском у 1938 році.
Свою практику, яку він відновив би тільки після переїзду на Лонг-Айленд в 1945 році зі своєю дружиною, колегою-художницею Лі Краснер. Одна з небагатьох збережених скульптурних робіт Поллока — «Без назви» (1949-50), нагадує одне зі сплощених полотен художника. 1956 року він взагалі не малював, а робив скульптури в будинку Тоні Сміта: конструкції з дроту, марлі та гіпсу. Вони мають сильно текстуровані поверхні.

## Фільми про Джексона Поллока
Вплив Джексона на мистецтво неоціненне. Однак він довго боровся з депресією і багато пив. Це призвело до трагедії, яка трапилася в 1956 році. Поллок, бувши нетверезим, розбився на машині. Після смерті всі картини художника були розпродані практично моментально. Навіть ті, які новатор не встиг закінчити, купили цінителі авангарду і колекціонери. Пізніше, в 1973 році, картина «Виглядай як мавпа» була продана за рекордні на той час два мільйони доларів.
Мистецтво Поллока живе і в сучасних роботах. Так відомий японський бренд Medicom Toy, виробник колекційних іграшок з вінілу, створив колекцію Jackson Pollock, присвячену його знаковому стилю. Робота вийшла в співпраці зі студією Поллока.
Художнику присвячені 4 фільми. Перший під назвою «Jackson Pollock» вийшов в 1987 році. Це документальна кінострічка, де показано кадри з життя художника. Потім був фільм «Джексон Поллок: любов і смерть на Лонг-Айленді» із серії оповідань «Великі майстри».
Художній фільм 2006 року «Що за # $ &% цей Джексон Поллок?» розповідає про жінку, яка випадково купила картину художника за 5 доларів. Найвідомішим твором вважається кінострічка Еда Харріса під назвою «Поллок», де сам режисер зіграв головну роль.
Картини авангардиста фігурують в різних фільмах, з ним безпосередньо не пов'язаних. Відома робота «№ 5, 1948» з'являється в стрічці «Контрабанда» і «З машини». А «Космополіс» Девіда Кроненберга показує титри, створені в стилістиці Джексона.